# Jamie Bowie
Jamie Bowie (Reino Unido, 1 de abril de 1989) es un atleta británico especializado en la prueba de 4x400 m, en la que consiguió ser subcampeón mundial en pista cubierta en 2014.

## Carrera deportiva
En el Campeonato Mundial de Atletismo en Pista Cubierta de 2014 ganó la medalla de plata en los relevos de 4x400 metros, llegando a meta en un tiempo de 3:03.49 segundos, tras Estados Unidos (oro) y por delante de Jamaica (bronce).